# Unione Sportiva Livorno 1986-1987
Questa voce raccoglie le informazioni riguardanti l'Unione Sportiva Livorno nelle competizioni ufficiali della stagione 1986-1987.

## Stagione
Nella stagione 1986-1987 il Livorno allenato da Romano Mattè, grazie al ripescaggio, disputa il girone B del campionato di Serie C1, con 32 punti si è piazzato in dodicesima posizione. Dopo un campionato giocato sempre in lotta per mantenere la categoria, con 16 punti ottenuti sia nel girone di andata, ed altrettanti nel ritorno, per il Livorno la salvezza matematica è arrivata alla penultima giornata, grazie alla vittoria interna sul Foggia (1-0). Ma per la squadra amaranto questa è stata una stagione memorabile, perché se ha stentato in campionato, ha vinto la Coppa Italia di Serie C, l'unico trofeo messo in bacheca dal Livorno nella sua storia calcistica, conquistato il 20 giugno 1987 in una Ardenza gremita, nel match di ritorno della finale, vinta (3-0) con la Campania Puteolana. Si è trattato di un lungo percorso di 16 partite, iniziato il 24 agosto 1986 e terminato il 20 giugno 1987, con 6 partite giocate nel girone L di qualificazione, e 10 ad eliminazione con doppio turno.

## Rosa
| N. |                   | Ruolo | Calciatore           |
| -- | ----------------- | ----- | -------------------- |
|    | Italia (bandiera) | C     | Massimiliano Allegri |
|    | Italia (bandiera) | C     | Antonio Bianchi      |
|    | Italia (bandiera) | P     | Giancarlo Boldini    |
|    | Italia (bandiera) | A     | Giuseppe Brandolini  |
|    | Italia (bandiera) | A     | Sergio Casilli       |
|    | Italia (bandiera) | A     | Vincenzo D'Agostino  |
|    | Italia (bandiera) | D     | Alberto Dal Canto    |
|    | Italia (bandiera) | C     | Riccardo Damiani     |
|    | Italia (bandiera) | D     | Luigi De Canio       |
|    | Italia (bandiera) | C     | Maurizio D'Este      |
|    | Italia (bandiera) | D     | Walter Dondoni       |
|    | Italia (bandiera) | C     | Marco Falsettini     |

| N. |                   | Ruolo | Calciatore       |
| -- | ----------------- | ----- | ---------------- |
|    | Italia (bandiera) | C     | Lorenzo Ferrante |
|    | Italia (bandiera) | C     | Stefano Ferrari  |
|    | Italia (bandiera) | C     | Fabrizio Lucchi  |
|    | Italia (bandiera) | D     | Maurizio Manetti |
|    | Italia (bandiera) | C     | Marco Marocchi   |
|    | Italia (bandiera) | C     | Graziano Mazzoni |
|    | Italia (bandiera) | C     | Stefano Piccini  |
|    | Italia (bandiera) | C     | Stefano Pontis   |
|    | Italia (bandiera) | A     | Igor Protti      |
|    | Italia (bandiera) | D     | Armando Rizzo    |
|    | Italia (bandiera) | C     | Sandro Susi      |
|    | Italia (bandiera) | D     | Gabriele Zamagna |

## Risultati

### Campionato

#### Girone di andata
| Arbitro: | Guidi (Bologna) |

|              |           |                 |
| De Canio 60’ | Marcatori | 20’ Mucciarelli |

| Martina Franca 28 settembre 1986 2ª giornata | Martina         | 0 – 0 | Livorno | Stadio Giuseppe Domenico Tursi\| Arbitro: \| Monni (Sassari) \| |
| Arbitro:                                     | Monni (Sassari) |       |         |                                                                 |

| Arbitro: | Frattin (Castelfranco Veneto) |

|  |           |              |
|  | Marcatori | 14’ Solfrini |

| Arbitro: | Vasselli (Roma) |

|                               |           |  |
| D'Ottavio 35’ Petruzzelli 43’ | Marcatori |  |

| Arbitro: | Di Gennaro (Napoli) |

|            |           |  |
| Lucchi 15’ | Marcatori |  |

| Arbitro: | Cucchiara (Bari) |

|              |           |  |
| Mainardi 53’ | Marcatori |  |

| Livorno 2 novembre 1986 7ª giornata | Livorno         | 0 – 0 | Casertana | Stadio Ardenza\| Arbitro: \| Bettini (Forlì) \| |
| Arbitro:                            | Bettini (Forlì) |       |           |                                                 |

| Catanzaro 9 novembre 1986 8ª giornata | Catanzaro           | 0 – 0 | Livorno | Stadio Militare\| Arbitro: \| Pomentale (Bologna) \| |
| Arbitro:                              | Pomentale (Bologna) |       |         |                                                      |

| Arbitro: | Grechi (Milano) |

|                               |           |  |
| Veglia 39’, 57’ Tarantino 69’ | Marcatori |  |

| Arbitro: | Telegrafo (Taranto) |

|            |           |             |
| D'Este 51’ | Marcatori | 58’ Attrice |

| Arbitro: | Cucchiara (Bari) |

|               |           |  |
| Giansanti 90’ | Marcatori |  |

| Arbitro: | Beschin (Legnago) |

|            |           |  |
| D'Este 54’ | Marcatori |  |

| Arbitro: | Vasselli (Roma) |

|                            |           |               |
| Brandolini 9’ Marocchi 35’ | Marcatori | 90’ Foscarini |

| Arbitro: | Sanguineti (Chiavari) |

|                     |           |  |
| Crialesi 75’ (rig.) | Marcatori |  |

| Arbitro: | Boemo (Cervignano del Friuli) |

|                           |           |  |
| Protti 36’ Brandolini 73’ | Marcatori |  |

| Arbitro: | Lo Russo (Milano) |

|  |           |            |
|  | Marcatori | 36’ D'Este |

| Livorno 18 gennaio 1986 17ª giornata | Livorno      | 0 – 0 | Salernitana | Stadio Ardenza\| Arbitro: \| Iori (Parma) \| |
| Arbitro:                             | Iori (Parma) |       |             |                                              |

#### Girone di ritorno
| Arbitro: | Forte (Aosta) |

|                                                         |           |  |
| Casale 37’ M. Rossi 45’ Mucciarelli 59’ Di Battista 88’ | Marcatori |  |

| Arbitro: | D'Ambrosio (Padova) |

|                             |           |  |
| Marocchi 16’ Brandolini 24’ | Marcatori |  |

| Arbitro: | Merlino (Torre del Greco) |

|           |           |  |
| Da Re 51’ | Marcatori |  |

| Arbitro: | Grechi (Milano) |

|               |           |                |
| Brandolini 3’ | Marcatori | 44’ Castagnini |

| Siena 22 febbraio 1987 22ª giornata | Siena               | 0 – 0 | Livorno | Stadio del Rastrello\| Arbitro: \| Manfredini (Modena) \| |
| Arbitro:                            | Manfredini (Modena) |       |         |                                                           |

| Arbitro: | Salerno (Acireale) |

|                       |           |  |
| Brandolini 55’ (rig.) | Marcatori |  |

| Arbitro: | Monni (Sassari) |

|                      |           |                   |
| Ianniello 39’ (rig.) | Marcatori | 38’ V. D'Agostino |

| Arbitro: | Boemo (Cervignano del Friuli) |

|                |           |                      |
| Falsettini 54’ | Marcatori | 11’ (aut.) Dal Canto |

| Arbitro: | Mazzalupi (Roma) |

|  |           |                 |
|  | Marcatori | 80’ De Gregorio |

| Reggio Calabria 5 aprile 1987 27ª giornata | Reggina               | 0 – 0 | Livorno | Stadio Comunale\| Arbitro: \| Di Gennaro (Ercolano) \| |
| Arbitro:                                   | Di Gennaro (Ercolano) |       |         |                                                        |

| Livorno 18 aprile 1987 28ª giornata | Livorno         | 0 – 0 | Cosenza | Stadio Ardenza\| Arbitro: \| Vasselli (Roma) \| |
| Arbitro:                            | Vasselli (Roma) |       |         |                                                 |

| Monopoli 26 aprile 1987 29ª giornata | Monopoli             | 0 – 0 | Livorno | Stadio Vito Simone Veneziani\| Arbitro: \| Nicoletti (Agropoli) \| |
| Arbitro:                             | Nicoletti (Agropoli) |       |         |                                                                    |

| Brindisi 3 maggio 1987 30ª giornata | Brindisi            | 0 – 0 | Livorno | Stadio Franco Fanuzzi\| Arbitro: \| Satariano (Palermo) \| |
| Arbitro:                            | Satariano (Palermo) |       |         |                                                            |

| Arbitro: | Stafoggia (Pesaro) |

|         |           |                  |
| Susi 1’ | Marcatori | 36’ D'Alessandro |

| Arbitro: | Pomentale (Bologna) |

|                   |           |  |
| Irrera 80’ (rig.) | Marcatori |  |

| Arbitro: | Bettini (Forlì) |

|            |           |  |
| D'Este 10’ | Marcatori |  |

| Salerno 7 giugno 1987 34ª giornata | Salernitana       | 0 – 0 | Livorno | Stadio Donato Vestuti\| Arbitro: \| Beschin (Legnago) \| |
| Arbitro:                           | Beschin (Legnago) |       |         |                                                          |

### Coppa Italia

#### Girone L
| Arbitro: | Arpaia (Forlì) |

|           |           |                                     |
| Salvi 30’ | Marcatori | 45’ (aut.) Fusini 68’ V. D'Agostino |

| Arbitro: | Sanguineti (Chiavari) |

|            |           |                |
| Redomi 52’ | Marcatori | 55’ Brandolini |

| Arbitro: | Bencivenga (Torino) |

|                |           |  |
| Falsettini 37’ | Marcatori |  |

| Livorno 3 settembre 1986 4ª giornata | Livorno        | 0 – 0 | Lucchese | Stadio Ardenza\| Arbitro: \| Bruni (Arezzo) \| |
| Arbitro:                             | Bruni (Arezzo) |       |          |                                                |

| Arbitro: | Ingargiola (Marsala) |

|                |           |  |
| Falsettini 77’ | Marcatori |  |

| Arbitro: | Cernigliaro (Trapani) |

|                           |           |  |
| Petroni 29’ Scardigli 39’ | Marcatori |  |

#### Sedicesimi di finale
| Arbitro: | Trentalange (Torino) |

|               |           |                    |
| Zappasodi 77’ | Marcatori | 44’ (aut.) Merendi |

| Arbitro: | Boggi (Salerno) |

|                              |           |              |
| I. Protti 79’ Brandolini 87’ | Marcatori | 5’ Zappasodi |

#### Ottavi di finale
| Livorno 4 febbraio 1987 Andata | Livorno              | 0 – 0 | Rondinella | Stadio Ardenza\| Arbitro: \| Nicoletti (Agropoli) \| |
| Arbitro:                       | Nicoletti (Agropoli) |       |            |                                                      |

| Arbitro: | Trentalange (Torino) |

|             |           |                               |
| Labardi 32’ | Marcatori | 58’ (rig.) Pontis 66’ Mazzoni |

#### Quarti di finale
| Arbitro: | Lombardi (La Spezia) |

|             |           |                         |
| Bonesso 57’ | Marcatori | 50’ D'Este 88’ Marocchi |

| Arbitro: | De Angelis (Civitavecchia) |

|                        |           |  |
| D'Este 45’ Dondoni 62’ | Marcatori |  |

#### Semifinali
| Padova 15 aprile 1987 Andata | Padova              | 0 – 0 | Livorno | Stadio Silvio Appiani\| Arbitro: \| Conforti (Macerata) \| |
| Arbitro:                     | Conforti (Macerata) |       |         |                                                            |

| Arbitro: | Boggi (Salerno) |

|                                           |           |  |
| D'Este 1’ Favaro 58’ (aut.) I. Protti 62’ | Marcatori |  |

#### Finale
| Arbitro: | Monni (Sassari) |

|                   |           |  |
| Casale 81’ (rig.) | Marcatori |  |

| Arbitro: | Da Ros (Treviso) |

|                                        |           |  |
| Casilli 19’ Susi 35’ V. D'Agostino 91’ | Marcatori |  |